# 衣櫃

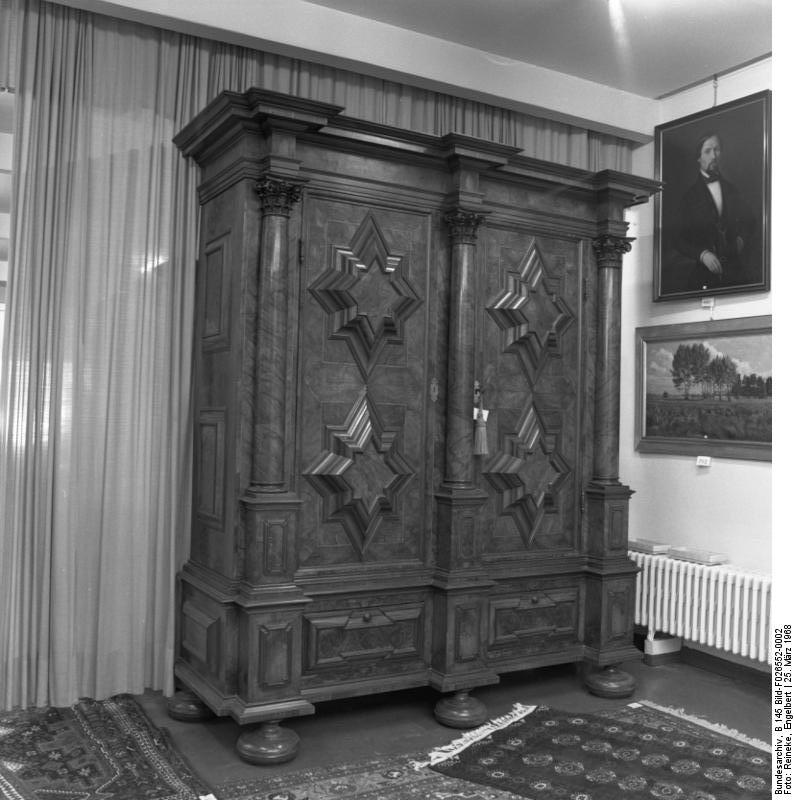
衣櫃

衣櫃又稱衣櫥（英語：Wardrobe），是櫥櫃的一種，用作存放衣服，可放置大衣、长裤等容易褶亂的大件衣服。分為入牆和可移動兩種，後者可能装有輪子，以方便移動。衣櫃由柜体和一至兩扇門板组成，櫃內設置橫樑以方便掛衣、裙和褲。衣櫃根據開門方式可以分為打開式和趟門式。衣櫃大多由木头构成，有的用名貴紅木，也有用相对便宜的三合板制成。木制傢俱常有白蟻侵蚀。

## 安裝方式
- 入牆
- 可移動

## 開門方式
- 向外開門式/打開式
- 趟門式